# Cupido hypoleuca
Cupido hypoleuca är en fjärilsart som beskrevs av Prittwitz 1867. Cupido hypoleuca ingår i släktet Cupido och familjen juvelvingar. Inga underarter finns listade i Catalogue of Life.